# 1622 en musique classique
| \| • Retour à la chronologie générale de la musique classique • \| |
| Grèce • Rome • Haut Moyen Âge • VIIIe siècle • IXe siècle • Xe siècle • XIe siècle XIIe siècle • XIIIe siècle • XIVe siècle • XVe siècle • XVIe siècle • XVIIe siècle XVIIIe siècle • XIXe siècle • XXe siècle • XXIe siècle |
| • Retour à la chronologie générale de la musique classique • |

| Années en musique classique : 1619 - 1620 - 1621 - 1622 - 1623 - 1624 - 1625    |
| Décennies en musique classique : 1590 - 1600 - 1610 - 1620 - 1630 - 1640 - 1650 |

## Événements
- Heinrich Schütz compose son oratorio Résurrection.

## Naissances
- 22 mai : Gaspar de Verlit, compositeur flamand († 19 décembre 1682).
- 30 septembre : Johann Sebastiani, compositeur allemand († 1683).

Date indéterminée :
- Ercole Bernabei, compositeur italien († 5 décembre 1687).

## Décès
- 20 mai : Scipione Stella, compositeur italien (° vers 1559).
- novembre : Giovanni Battista Grillo, organiste et compositeur italien.

Date indéterminée :
- Giovanni Paolo Cima, compositeur et organiste italien (° vers 1570).